# 天皇退位等相關皇室典範特例法
《天皇退位等相关皇室典范特例法》（日语：／，以下简称特例法）是2017年日本专门为日本第一百二十五代天皇明仁退位制定的法律。
《特例法》于2017年6月9日公布；同年6月16日，第一条、附则第一条第二款、附则第二条、附则第八条、附则第九条的规定生效。同年12月13日颁布的第302号政令宣布了《特例法》于2019年生效。2019年4月30日（平成31年），附则第10条及附则第11条之规定生效，其他条文自2019年5月1日起生效。
常见的名称有天皇退位特例法、让位特例法和退位特例法。迄2022年，由于没有其他与皇室典范相关的法律，故该法多缩写为《皇室典范特例法》。

## 概述
《皇室典范》规定“天皇终生在位”，而该法破格规定明仁可在生前就传位給德仁。这部法律是“一部与皇室典范合二为一的法律”，同时也是“一部可以开创未来先例的法律”。
据报道，明仁在2010年7月22日在皇居举行的御所会议上首次透露“退位意愿” 。关于背景，他透過NHK表示：“其实我（明仁）是在不知不觉中看到昭和天皇晚年与癌症斗争的过程，以及其母香淳皇后晚年患失智症的情况。二者可能对我（明仁）有很大的影响。”

## 立法背景

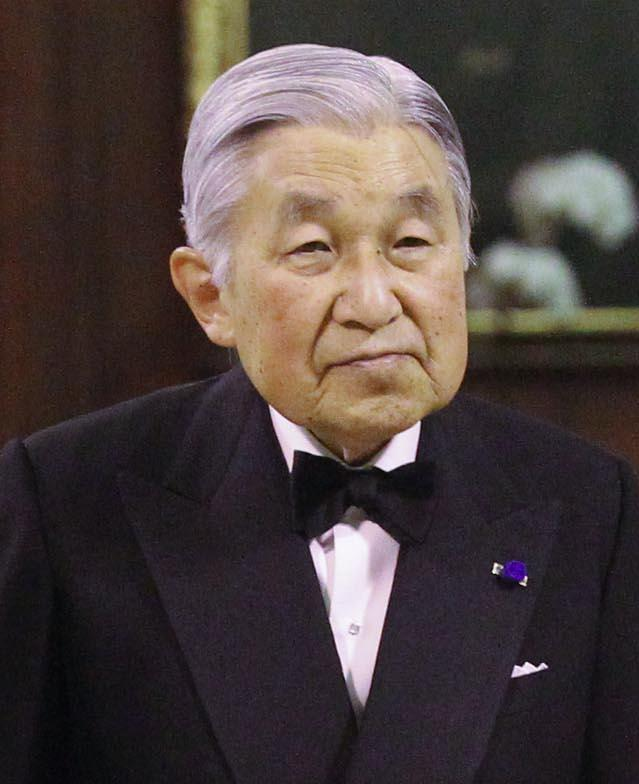
第125代天皇明仁

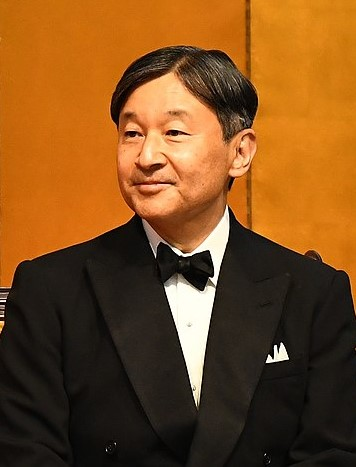
第126代天皇德仁

### 从NHK的“退位”到“意愿”的报道
2016年7月13日，在NHK综合频道播出的《NHK7点新闻》中报道“我台（日本广播协会）采访宫内厅的官员后方得知天皇陛下（明仁）已表示打算在几年内退位并将皇位让与皇太子德仁”，宫内厅最初认为该情况“不可能”和“不真实” ，但明仁在8月8日表示：“受制于宪法第四条（该条规定天皇为日本国家象征，没有实权），天皇无权参与国事活动，我将避免提及具体制度”，間接表示了“生前退位”的“意愿” 。

### 立法过程

#### 专家会议和国会的讨论
为响应明仁天皇以职责为象征的“感言”，内阁官房召开减轻天皇公务负担专家会议，同时进行了十四次听证会。
2017年4月21日，在议会提出允许第125代天皇明仁退位的特别法的想法的前提下，日本国会规定退位的天皇称为“上皇”。原本的皇后在天皇退位后称为“上皇后”，二者沿用在位期间的“陛下”敬称。宫内厅在最终报告中提出组织修正计划，设立“上皇职”和“皇嗣职”。
特例法制定时，考虑到《日本国宪法》第一条规定“其（天皇）地位以主权所在的全体日本国民的意志为依据” ，各政党的代表有一个议会席位会议决定制定法律，以反映会议事先协商的结果。在国会事先协商和专家委员会报告后，政府向国会递交特例法草案。

#### 议案审议
该法案于2017年5月19日经全会决定后转交国会，并于6月1日由众议院指导委员会解释和审议。6月2日，该议案在众议院全体会议上以多数票通过。参议院为此设立“天皇退位等相关皇室典范特例法案特别委员会”，并于6月7日进行了目的说明、审议和表决，最终法案在6月9日举行的参议院全体会议通过 ，并于6月16日颁布 。在众议院全体会议上，包括三位无党籍议员在內都没有投下反对票。而法案虽然亦在参议院全体会议上一致同意，但自由党在投票前按下弃权键，并称退位问题应通过修改《皇室典范》来解决。
在通过该法案时附带的一项决议指出，“政府将考虑皇族衰落的情况，考虑建立女性宫家等缓解皇位继承问题，并及时上报国会。” 。
与此相关，立宪民主党在党内成立在建立女性宫家的研究小组，扩大女性和女性皇室成员继承王位的资格，让特例法规定的退位成为永久制度，并进行具体研究 。

## 特例法颁布后
特例法制定后，日本政府进行了各种准备，例如退位时间表和新年号的决定。
其中，退位日期即特别法生效日，在第48届日本众议院总选举后于2017年12月1日举行的皇室会议上进行了讨论。最终以2019年4月30日为退位日，并在2017年12月8日的第四次安倍内阁常务会议上确定法令的生效日。
最初亦有计划“2019年3月31日退位、 2019年4月1日登基”，但由于同年4月将举行第19届地方选举，“选举后应在宁静的环境中进行皇位继承”的观点被回避。
本法令于2017年12月13日在官报第7163号中颁布 。
此外，在2018年3月6日举行的第4次安倍内阁閣議上，将在2019年4月30日（即法律生效日）举行的“退位仪式”提供法律依据，内阁决定天皇退位等相关皇室典范特例法施行令中就已提及。内阁令于2018年3月9日由第7219号官报颁布 。
2019年4月1日第4届安倍改组内阁特别内阁会议决定了改元计划和如何宣读新年号的“改元令（2019年第143号政府令）”和关于如何宣读新年号的内阁令 ，新年号“令和”由内阁官房长官菅义伟宣布。内阁决定当天，《官报》第9号特刊颁布了一项修改原问题的内阁令，并规定内阁令将于特例法实施的次日（5月1日）生效。当天午夜，年号从平成改为令和，皇太子德仁成为第126代天皇。

## 主要内容
特例法的正文部分有5条，第1条首先介绍了天皇年龄较大，即位28年以来参加各项活动十分辛苦的背景，然后说明本法作为皇室典范第4条（天皇驾崩时，皇嗣立即即位）的特例，规定了退位的相关事项。第2条规定天皇在本法实施日退位，皇嗣（皇太子）即位。第3、4条规定了退位后的天皇和皇后的称号和地位。第5条规定了新的皇嗣（秋筱宫文仁亲王）享有皇太子的地位。